# Project Euler
Project Euler är en webbplats med över 800 små matematiska problem avsedda att lösas med hjälp av programmering. Webbplatsen är uppkallad efter matematikern Leonhard Euler och riktar främst in sig mot studenter inom IT och datavetenskap och intresserade. Vart och ett av problemen är designat så att en effektiv algoritm tar maximalt en minut att köra på en medelsnabb dator, även om en del problem även går att lösa med hjälp av mindre effektiva brute force-lösningar. När en person har löst en uppgift får vederbörande tillgång till ett forum där problemet och dess olika lösningar diskuteras. Flera av problemen går att lösa bara med papper och penna.

## Problemexempel
Det första Project Euler-problemet är:
- "If we list all the natural numbers below 10 that are multiples of 3 or 5, we get 3, 5, 6 and 9. The sum of these multiples is 23. Find the sum of all the multiples of 3 or 5 below 1000."

Ett vanligt tema på Project Euler är primtal och problem som kretsar kring dessa. En annan sorts problem som ofta dyker upp är kombinatorik.